# Pałac w Bugaju
Pałac w Bugaju – zabytkowy pałac we wsi Bugaj (powiat ostrowski).
Pałac wybudowany na początku lat 20. XX w. w miejscu starego dworu szlacheckiego. Elewacja frontowa zwieńczona została attyką z wazonem. Wejście główne znajduje się we wnęce sklepionej konchowo ograniczonej po bokach dwoma kolumnami. Po stronach łuku wnęki herby właścicieli Prus III i Pilawa.
Obiekt jest częścią zespołu pałacowego, w skład którego wchodzi jeszcze park.

Herb Prus III
Herb Pilawa